# Hypophthalmichthys
Hypophthalmichthys is een geslacht van straalvinnige vissen uit de familie van karpers (Cyprinidae). Het geslacht is voor het eerst wetenschappelijk beschreven in 1860 door Bleeker.

## Soorten
- Hypophthalmichthys harmandi Sauvage, 1884
- Hypophthalmichthys molitrix (Valenciennes, 1844) – Zilverkarper
- Hypophthalmichthys nobilis J. Richardson, 1845) – Grootkopkarper